# Asienmesterskabet i håndbold 2008 (kvinder)
Asienmesterskabet i håndbold for kvinder 2008 var den 12. udgave af asienmesterskabet i håndbold for kvinder. Turneringen blev afholdt i Bangkok i Thailand, som var værtsland for første gang.
Mesterskabet blev vundet af Sydkorea, som dermed vandt den kontinentale mesterskabstitel for 10. gang. I finalen vandt koreanerne med 35–23 over Kina, som dermed tangerede holdets hidtil bedste resultat ved asienmesterskabet. Bronzemedaljerne blev vundet af Japan, som besejrede Thailand i bronzekampen med 39–16. 
Turneringen fungerede også som den asiatiske del af kvalifikationen til VM i 2009, og holdene spillede om fire ledige pladser ved VM-slutrunden. De fire ledige VM-pladser gik til Sydkorea, Japan, Thailand og Kasakhstan. Kina var i forvejen kvalificeret til verdensmesterskabet som værtsland.

## Resultater

### Indledende runde
I den indledende runde var de 10 hold opdelt i to grupper med fem hold. Hver gruppe spillede en enkeltturnering alle-mod-alle, og de to bedst placerede hold i hver gruppe gik videre til semifinalerne. Nr. 3 i hver gruppe gik videre til placeringskampen om 5.-pladsen, firerne gik videre til placeringskampen om 7.-pladsen, mens de sidste to hold måtte nøjes med at spille om placeringerne 9-10.

#### Gruppe A
| Dato   | Tid   | Kamp                    | Res.  | Pause   |
| ------ | ----- | ----------------------- | ----- | ------- |
| 21.11. | 12:00 | Sydkorea – Usbekistan   | 57–26 | 31–10   |
| 21.11. | 13:30 | Kasakhstan – Iran       | 41–18 | 21–51   |
| 22.11. | 13:30 | Japan – Usbekistan      | 47–14 | 21–31   |
| 22.11. | 18:00 | Sydkorea – Kasakhstan   | 32–29 | 16–15   |
| 23.11. | 14:30 | Japan – Iran            | 42–20 | 21–81   |
| 24.11. | 15:00 | Kasakhstan – Usbekistan | 42–12 | 19–41   |
| 24.11. | 16:30 | Sydkorea – Iran         | 48–15 | 22–70   |
| 25.11. | 14:30 | Japan – Kasakhstan      | 31–23 | 15–91   |
| 26.11. | 13:30 | Iran – Usbekistan       | 29–26 | 17–12   |
| 26.11. | 15:00 | Sydkorea – Japan        | 39–27 | 122–110 |

| Hold       | Kampe | Mål     | Point |
| ---------- | ----- | ------- | ----- |
| Sydkorea   | 4     | 176–971 | 8     |
| Japan      | 4     | 147–961 | 6     |
| Kasakhstan | 4     | 135–931 | 4     |
| Iran       | 4     | 182–157 | 2     |
| Usbekistan | 4     | 178–175 | 0     |

#### Gruppe B
| Dato   | Tid   | Kamp               | Res.  | Pause   |
| ------ | ----- | ------------------ | ----- | ------- |
| 21.11. | 16:15 | Thailand – Qatar   | 34–23 | 17–81   |
| 21.11. | 17:45 | Kina – Indien      | 42–12 | 21–51   |
| 22.11. | 15:00 | Kina – Qatar       | 38–14 | 19–51   |
| 22.11. | 16:30 | Vietnam – Indien   | 29–27 | 13–15   |
| 23.11. | 16:00 | Thailand – Vietnam | 29–20 | 19–15   |
| 24.11. | 13:30 | Indien – Qatar     | 37–23 | 18–13   |
| 24.11. | 18:00 | Kina – Vietnam     | 54–19 | 126–100 |
| 25.11. | 16:00 | Thailand – Indien  | 42–32 | 122–130 |
| 26.11. | 16:30 | Kina – Thailand    | 35–16 | 119–110 |
| 26.11. | 18:00 | Vietnam – Qatar    | 38–22 | 20–70   |

| Hold     | Kampe | Mål     | Point |
| -------- | ----- | ------- | ----- |
| Kina     | 4     | 169–610 | 8     |
| Thailand | 4     | 121–110 | 6     |
| Vietnam  | 4     | 106–132 | 4     |
| Indien   | 4     | 108–136 | 2     |
| Qatar    | 4     | 182–147 | 0     |

### Slutspil

#### Medaljekampe
Semifinalerne havde deltagelse af de fire hold, som sluttede blandt de to bedste i deres indledende gruppe.
| Dato        | Tid   | Kamp                | Res.  | Pause   |
| Semifinaler |       |                     |       |         |
| 28.11.      | 16:00 | Sydkorea – Thailand | 38–17 | 18–10   |
| 28.11.      | 18:00 | Kina – Japan        | 29–28 | 12–14   |
| Bronzekamp  |       |                     |       |         |
| 30.11.      | 15:00 | Japan – Thailand    | 39–16 | 120–110 |
| Finale      |       |                     |       |         |
| 30.11.      | 17:00 | Sydkorea – Kina     | 35–23 | 16–14   |

#### Placeringskampe
Placeringskampene om 5.- til 10.-pladsen havde deltagelse af de seks hold, som sluttede som nr. 3, 4 eller 5 i deres indledende gruppe.
| Dato               | Tid   | Kamp                 | Res.  | Pause |
| Kamp om 9.-pladsen |       |                      |       |       |
| 29.11.             | 14:00 | Usbekistan – Qatar   | w.o.  |       |
| Kamp om 7.-pladsen |       |                      |       |       |
| 29.11.             | 16:00 | Iran – Indien        | 34–30 | 17–12 |
| Kamp om 5.-pladsen |       |                      |       |       |
| 29.11.             | 18:00 | Kasakhstan – Vietnam | 43–18 | 21–71 |

### Samlet rangering
| Plac.  | Hold       | Kommentar                                         |
| ------ | ---------- | ------------------------------------------------- |
| Guld   | Sydkorea   | Kvalificeret til VM 2009                          |
| Sølv   | Kina       | Automatisk kvalificeret til VM 2009 som værtsland |
| Bronze | Japan      | Kvalificeret til VM 2009                          |
| 4.     | Thailand   | Kvalificeret til VM 2009                          |
| 5.     | Kasakhstan | Kvalificeret til VM 2009                          |
| 6.     | Vietnam    |                                                   |
| 7.     | Iran       |                                                   |
| 8.     | Indien     |                                                   |
| 9.     | Usbekistan |                                                   |
| 10.    | Qatar      |                                                   |